# Vonneke Bonneke
Vonneke Ritfeld (31 januari 1998), beter bekend als Vonneke Bonneke, is een Nederlandse youtuber en influencer.

## Levensloop
Vonneke Bonneke werd geboren als dochter van Surinaamse ouders; haar vader is Creools en haar moeder is Javaans. Ze werd bekend door het maken van Snapchat-video's, sketches en muziekparodieën, waardoor ze uitgroeide tot een van de bekendste influencers van Nederland. Anno 2018 tekende ze bij TRIFECTA.

## Privé
Vonneke Bonneke trouwde op 18 maart 2024 met haar vriend Davinio. Het koppel heeft een zoon. Eind 2023 bekeerde zij zich tot de Islam.

## Filmografie

### Film
- 2019: House of No Limits, als Vonneke
- 2022: De Tatta's, als Beauty
- 2023: De Tatta's 2, als Beauty
- 2024: Scotoe, als Jennifer

### Televisie

#### Als actrice
- 2019: Vakkenvullers, als Lindsey
- 2021: Koeriers, als Samanie

#### Overig
- 2024: Echte meisjes in de jungle, eindigde op een gedeelde negende plaats.[5]
- 2024: Vier handen op één buik
- 2024: De Alleskunner VIPS Kerstspecial, eindigde op de negende plaats.
- 2025: That's My Jam, samen met Typhoon.